# Су-34
Су-34 (на руски: Сухой Су-34; условно наименование на НАТО: Fullback) е съвременен руски двуместен изтребител-бомбардировач, предназначен да замести остарелите Су-24М и Ту-22М3.

## Разработка
Разработката на тази разновидност на Су-27 започва още през 80-те години на ХХ век, а първия си полет самолетът прави през 1990 г. Оригиналното обозначение на самолета е Су-27ИБ (ИБ:изтребител-бомбардировач).
Бюджетните ограничения водят до постоянно прекъсване и започване на програмата и така довеждат до много различни наименования на самолета достигащи до обществото. Когато през 1994 г. в пресата е съобщено за наличието на такъв самолет, той е обозначен като Су-34. Третият прототип от този модел е показан на Парижкото авиационно изложение през 1995 г., като Су-32FN (FN от „Fighter, Navi“), обозначен като пограничен самолет към ВМФ и е обозначен като Су-34МФ (МФ от МногоФункционален) на МАКС изложението през 1999 г. На парижкото авиошоу през 1990 г. той е наречен „птицечовката“ заради специфичната форма на носовата част на самолета. Руските ВВС официално приемат името Су-34 за официално обозначение.

## Производство
Произведени са малко бройки от този тип самолети. В средата на 2004 г. от Сухой съобщават, че малкото количество от произведени самолети ще достигне бройка за ескадрила към 2008 г. Въпреки това програмите за модернизация на Су-24 продължават.
През март 2006 г. руският министър на отбраната Сергей Иванов съобщава, че за същата година са закупени само два самолета, като е планирана бройка за полк от 44 самолета до 2010 г. Общо се очаква да бъдат закупени 200 самолета за заместване на 300-те Су-24, които са подложени на модернизация с цел удължаване на живота им до закупуването на всички Су-34. Иванов твърди, че новите самолети за много по-надеждни в критични ситуации и руските ВВС се нуждаят много повече от тях, отколкото остарелите вече Су-24 и Ту-22М.
През 2006 година Иванов разкрива, че приблизително 200 Су-34 се очакват на служба до 2020 г. Това е потвърдено от ръководителя на руските ВВС Владимир Михайлов през 2007 г. Осем самолета са доставени през 2007 г., а през 2008 е започнало активно производство на Су-34. В Русия на служба са 25 Су-34 до 2012 г. и още 100 до 2020 г.

## Бойно използване
Су-34 взема участие по време на Руско-грузинската война през 2008 и играе решаваща роля в обезвреждането на грузинските ПВО.
Използват се също в Сирия след септември 2015 г. и по време на руската инвазия в Украйна през 2022 г.

## Технически характеристики
Пилотите влизат в кабината от долу, през вход зад предния колесник.
- Максимална маса при излитане: 45 000 кг

- Тяга:
  - максимална: 2 × 7670 кгс (74,6 кН)
  - форсаж: 2 × 13 500 кгс (132,4 кН)
- Маса на двигателя: 1520 кг

### Летателни характеристики
- Максимална скорост на голяма височина: 1900 км/ч (1,8 Мах)
- Максимална скорост близо до земята: 1400 км/ч
- Дължина на полета: 4000 км
- Радиус на действие: 1100 км
- Таван на полета: 17 000 м
- натоварване на крилото:
  - нормално тегло при излитане: 616 кг/м²
  - максимално тегло при излитане: 725 кг/м²

### Въоръжение
- Картечница: 1 × 30 мм ГШ-301
- Точки за окачване на ракети: 12
- Боен товар: 8000 кг